# Clerodendrum friesii
Clerodendrum friesii là một loài thực vật có hoa trong họ Hoa môi. Loài này được K.Schum. mô tả khoa học đầu tiên năm 1905.